# Allemande

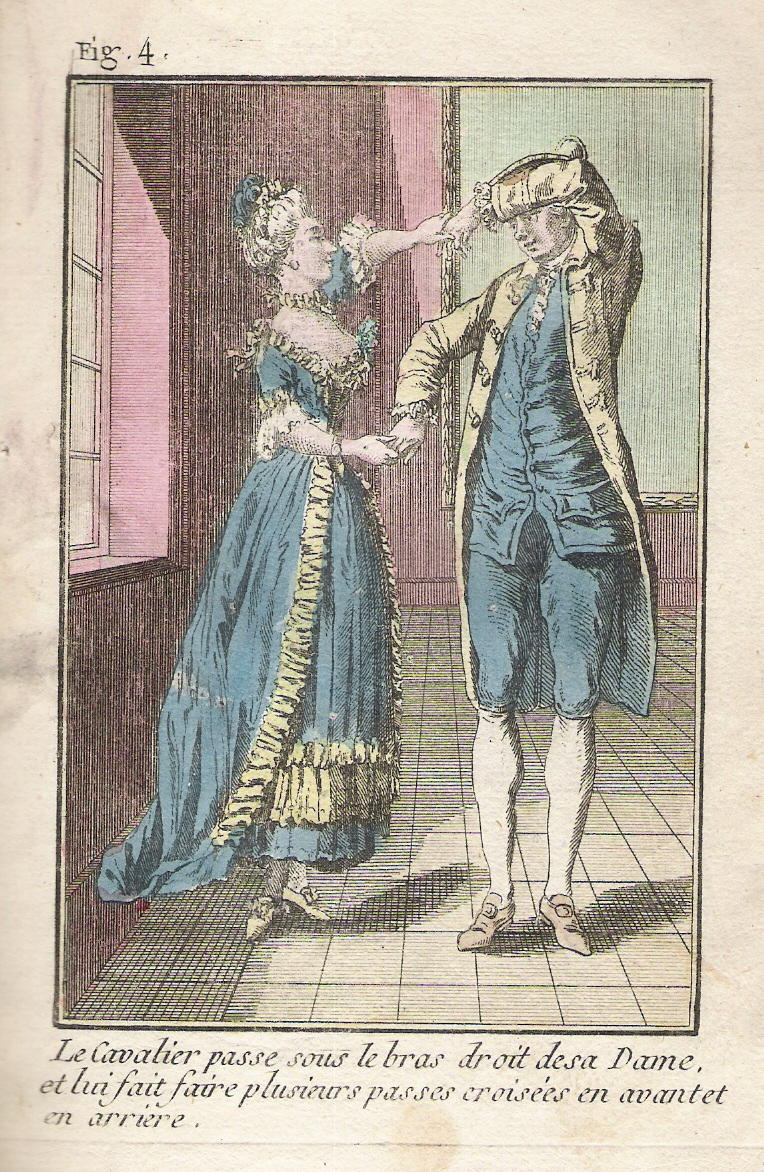
Armfigur aus Simon Guillaume: Almanach dansant ou positions et..., 1769

Mit dem Namen Allemande (französisch, von danse allemande „deutscher Tanz“, für „die Deutsche“; auch Almande, italienisch Allemanda und Alemanna, englisch auch Almain und Alman) werden zwei unterschiedliche, in weiten Teilen Europas verbreitete Gesellschaftstanzformen bezeichnet, sowie ein Instrumentalmusiksatz der klassischen Suite. Die ältere Tanzform war im 16. und frühen 17. Jahrhundert verbreitet, die spätere entstand in der zweiten Hälfte des 18. Jahrhunderts in Frankreich basierend auf traditionellen Tanzformen aus Deutschland und Österreich und war bis in die Anfänge des 19. Jahrhunderts populär. Die insbesondere ab der Mitte des 17. Jahrhunderts in die klassische Suite integrierte Instrumentalform der Allemande wurde hingegen nicht getanzt.

## Frühe Geschichte
Bereits im 15. und frühen 16. Jahrhundert wurden in Italien und England Tanzelemente als „deutsch“ bezeichnet. Der italienische Tanzmeister Antonio Cornazano erwähnt, dass der geradtaktige Quadernaria-Rhythmus der beliebteste Rhythmus der Deutschen sei und nennt dessen Grundschritt auch Saltarello tedesco (deutschen Saltarello). In seinem Büchlein über die Basse danse, The maner of dauncyinge of bace daunces... (1521), listet Robert Coplande die Schrittfolge eines Tanzes namens La Allemande auf, die sich allerdings nicht von den anderen aufgelisteten Basse danses dieser Quelle unterscheidet.
In der zweiten Hälfte des 16. Jahrhunderts erscheinen eine Reihe von Tanzsammlungen von Cl. Gervaise, P. Phalèse, Adrian Le Roy (1551), T. Susato und anderen, die mit Allemande überschriebene Tanzsätze enthalten. Diese Tänze sind geradtaktig, mit regelmäßigen Phrasen und haben meist einen Nachtanz im Dreierrhythmus, der in vielen Quellen als Tripla oder Proportz bezeichnet wird. In deutschen Sammlungen dieser Zeit werden ähnliche Tanzstücke meist nur als Dantz oder Teutscher Tantz bezeichnet.
Thoinot Arbeau liefert in seiner Orchésographie die älteste Beschreibung einer Allemande. Er beschreibt sie als Paartanz, der von mehreren Paaren in einer Kolonne durch den Saal getanzt wird. Der Grundschritt besteht aus drei Schritten und einem abschließenden grève oder Heben des freien Beins. Der Grundschritt kann vorwärts und gelegentlich auch rückwärts getanzt werden, je nach Musik ist auch ein verkürzter Schritt mit einem Gehschritt und anschließendem grève möglich. Außer einer Wendung am Ende des Saals werden keine Raumfiguren beschrieben. Im lebhafteren Nachtanz wird der Grundschritt durch Hüpfschritte aufgelockert.
In einigen englischen Manuskripten des späten 16. und 17. Jahrhunderts, die mit den Londoner Inns of Court in Verbindung gebracht werden, sind kurze Choreographien einiger Almains erhalten geblieben, die auch einfache Raumfiguren, wie Platzwechsel und Drehungen enthalten. In den italienischen Tanzbüchern dieser Zeit benutzen die Balletti Alemanna d'Amore (C. Negri, 1602), Bassa Ducale (F. Caroso, 1581) und Bassa Savella (F. Caroso, 1600) die Musik von T. Susatos Allemande Bruynsmedelijn.

## Die Allemande als Instrumentalstück
Während in Deutschland im frühen 17. Jahrhundert noch eine einfach strukturierte homophon und regelmäßig komponierte Ensemble-Allemande gepflegt wird (Joh. H. Schein, S. Scheidt, H. L. Haßler), wird die Allemande als Instrumentalstück im Laufe des 17. Jahrhunderts ausgehend von England immer komplexer in der Komposition und entwickelt sich zu einem eigenen, vom Tanz losgelösten Typus, der stark von den Spielmöglichkeiten der Tasteninstrumente geprägt ist. In Frankreich weiterentwickelt, "münden die im Rahmen der Allemande-Form erprobten kontrapunktischen Möglichkeiten in extrem stilisiertes Motivspiel und Scheinpolyphonie. Präludienhafter Charakter mit ausgedehnten imitatorischen Passagen und ein durchgehender Pulsschlag kennzeichnen diesen Typus, der rasch auch von deutschen Komponisten adaptiert wird (Joh. J. Froberger, G. Muffat, Joh. Pachelbel, J.S. Bach)". In dieser Form kann sie sich als Eröffnungssatz der klassischen Cembalosuite (Froberger) im Barock etablieren.
Im Gegensatz dazu verschwindet die getanzte Allemande im frühen 17. Jahrhundert wieder aus den Ballsälen. Bereits 1636 vermerkt der Jesuitenpater Marin Mersenne, dass die Allemande nicht mehr in Frankreich getanzt werde, eine Ansicht, die auch spätere Enzyklopädie-Autoren teilen. Weder Jean-Baptiste Lully noch Jean-Philippe Rameau, die wichtigsten Komponisten von Ballettmusik ihrer Zeit, haben eine Allemande für ihre Bühnenwerke geschrieben, noch finden sich in den Tanzmusik-Sammlungen für die Bälle des Französischen Hofs Allemanden.

## Die getanzte Allemande im 18. Jahrhundert
Lediglich eine Choreographie in Feuillet-Beauchamps Notation trägt den Namen “L' Allemande” im Titel. Der Paartanz wird von Guillaume-Louis Pecour 1702 choreographiert und in André Campras Ballet des fragments de Mr. de Lully aufgeführt. Der Tanz enthält eine für den französischen Stil ungewöhnliche Paarfassung mit auf dem Rücken verschränkten Armen, die Pecour in einer kleinen Skizze erklärt und die später Grundlage einer Figur der Contredanse française (Cotillons) wird. Diese und andere Armhaltungen, sowie einige bestimmte Schrittkombinationen dieses Tanzes finden sich auch in mehreren anderen Choreographien der Zeit und charakterisieren wohl ein gewisses "deutsches" Element.
In den 1760er Jahren wird in Frankreich unter dem Namen "Allemande" eine Tanzform populär, die auf Tänzen aus Österreich und dem süddeutschen Raum basiert. Bei diesen bewegen sich die Paare in einer engen Tanzhaltung und unterscheiden sich damit stark von den um die Mitte des 18. Jahrhunderts dominierenden Gesellschaftstänzen wie Menuett und Contredanse-Formen. Je nach Region heißen sie Ländler, Dreher, Schleifer oder Weller, oder auch einfach deutsche Tänze oder Deutsche. Meist sind es lebhafte Tänze im Dreiertakt, wie die als Deutsche bezeichneten Kompositionen von Joseph Haydn und Wolfgang Amadeus Mozart zeigen. Diese Tanzformen sind wichtige Elemente in der Entwicklung des Walzers. Der italienische Tanzmeister Giovanni-Andrea Gallini schreibt darüber:
"Die deutschen haben einen Allemande genannten Tanz, in dem Mann und Frau einen Ring bilden. Jeder Mann fasst seiner Partnerin um die Taille und lässt sie mit fast unvorstellbarer Geschwindigkeit herumwirbeln. Sie tanzen in einem großen Kreis und scheinen einander zu verfolgen. Dabei führen sie mehrere Sprünge und einige besonders schöne Schritte aus, wenn sie sich drehen, die aber so schwierig sind, dass sie selbst geübten Tänzern als solche erscheinen. Wird dieser Tanz von einer großen Gesellschaft aufgeführt, bietet er einen der schönsten Anblicke, die man sich vorstellen kann."
Die vom Leipziger Universitätstanzmeister Carl Pauli 1756 beschriebene Allemande zeichnet sich hingegen mehr durch Leichtigkeit, Pirouetten und rasch wechselnden Armfiguren aus.
Die in Frankreich rasche Verbreitung findende Allemande unterscheidet sich allerdings nach dem französischen Tanzmeister Simon Guillaume deutlich von den deutschen Formen. In der französischen Version sind die Schritte laut den zeitgenössischen Tanzbeschreibungen weit weniger wichtig als vielmehr die Abfolge von komplexen Armfiguren, bei denen die Partner unter den gefassten Händen durchtauchen oder drehen.
In seinem Almanach Dansant von 1769 beschreibt Guillaume zwei der verschiedenen Allemande-Schritte, einen Hauptschritt im 2/4 Takt und einen weiteren im 3/8 Takt. Französische Beschreibungen der Allemande und Musiksammlungen zeigen, dass die französische Allemande fast immer im 2/4 Takt getanzt wurde, im Gegensatz zum üblichen Dreiertakt des Deutschen Tanzes.

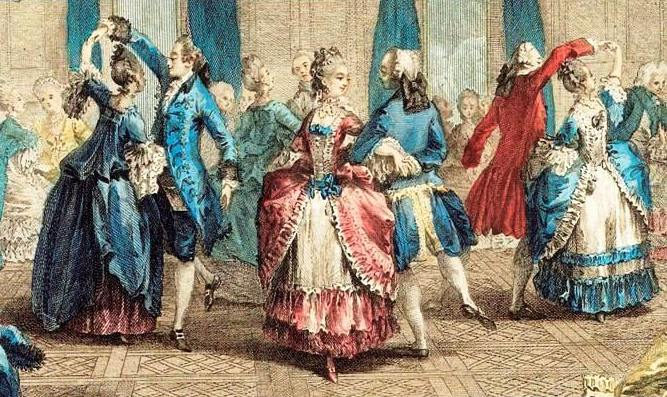
Le bal paré; Ausschnitt aus Stich von Antoine Jean Duclos, 1774 nach Augustin Saint-Aubin.

In Frankreich werden die charakteristischen Armpositionen bzw. „Armverschlingungen“ der Allemande schnell in die Contredanses integriert. Die typische Allemande-Figur der Cotillon-Strophen besteht aus einer Drehung des Paares am Platz, bei der sich die Partner Schulter an Schulter gegenüber befinden und die jeweils rechte Hand hinter dem Rücken gekreuzt halten. Mit der linken, ausgestreckten Hand wird dann die rechte Hand hinter dem Rücken des Partners gefasst. Diese Armposition entspricht der von Pecour in seiner ‚L'Allemande‘-Choreographie von 1702 skizzierten Fassung. Contredanses, die mehrere Allemandenfiguren enthalten werden auch als Contredanses allemandes oder kurz Allemandes bezeichnet und sind bis ins 19. Jh. sehr beliebt. Das bekannte Bild Le Bal Paré von Augustin Saint-Aubin zeigt einen Contredanse im Allemande-Stil.
Gegen Ende des 18. Jahrhunderts kommt die Allemande wieder aus der Mode. 1808 finden wir aber nochmal beim deutschen Tanzlehrer Franz Anton Roller eine ausführliche Beschreibung der Allemandenform mit verschiedenen Armfiguren, obwohl er selbst schreibt, dass der Tanz schon seit geraumer Zeit aus der Mode gekommen sei.